# Список умерших в 968 году
В этой статье представлен список известных людей, умерших в 968 году.
См. также: Категория:Умершие в 968 году

## Март
- 2 марта — Вильгельм — архиепископ Майнца (954—968); незаконнорождённый сын короля Германии и императора Священной Римской империи Оттона I Великого
- 14 марта — Матильда Вестфальская — германская королева, с 909 года — вторая жена германского короля Генриха I Птицелова; святая Римско-католической церкви

## Апрель
- Абу-ль-Миск Кафур — султан Египта (966—968).

## Декабрь
- декабрь — Ландульф III — князь Беневенто (Ландульф III) и князь Капуи (Ландульф V) с 959 года

## Точная дата смерти неизвестна
- Абу Фирас — арабский поэт и государственный деятель X века
- Алдред — епископ Линдисфарна (ранее 947—968), автор одного из первых переводов Евангелия на староанглийский язык
- Аль-Муттаки Лиллах — багдадский халиф (940—945) из династии Аббасидов
- Анания Мокаци — армянский писатель, богослов, историк, 54-й Католикос всех армян (946—968)
- Варда Фока Старший — византийский полководец, отец императора Никифора II Фоки (963—969) и куропалата Льва Фоки
- Гудрёд Бьёрнссон — конунг Вестфольда.
- Мумадона Диаш — графиня Португальская.
- Иоанн III — герцог Неаполя (928—968).
- Раджендраварман II — король Кхмерской империи (944—968).
- Сунифред II — граф Сердани и Конфлана (927—968; самостоятельно с 938), граф Бесалу (957—968); старший сын Миро II Младшего и Авы; представитель Барселонской династии